# Рудно (Парчівський повіт)
Рудно (пол. Rudno) — село в Польщі, у гміні Мілянув Парчівського повіту Люблінського воєводства. Населення — 805 осіб (2011).

## Історія
1521 року вперше згадується православна церква в селі.
У часи входження до складу Російської імперії належало до Радинського повіту Сідлецької губернії. За даними етнографічної експедиції 1869—1870 років під керівництвом Павла Чубинського, у селі здебільшого проживали греко-католики, усе населення розмовляло українською мовою.
У міжвоєнні 1918—1939 роки польська влада в рамках великої акції закриття та руйнування українських храмів на Холмщині і Підляшші перетворила місцеву православну церкву на римо-католицький костел.
У 1975—1998 роках село належало до Білопідляського воєводства.

## Населення
Демографічна структура станом на 31 березня 2011 року:
|          | Загалом | Допрацездатний вік | Працездатний вік | Постпрацездатний вік |
| -------- | ------- | ------------------ | ---------------- | -------------------- |
| Чоловіки | 410     | 84                 | 265              | 61                   |
| Жінки    | 395     | 81                 | 209              | 105                  |
| Разом    | 805     | 165                | 474              | 166                  |